# 大呂甚衛
大呂 甚衛（おおろ じんえ、明治45年（1912年）1月11日 - 没年不明）は日本の素封家、政治家。元智頭町会議員。林業。岡田商店の元社長岡田端の義父。

## 経歴
鳥取県八頭郡山形村大呂（現智頭町）出身。日大法科卒業。
広大なる山林を領有しその保全に専念、傍ら多くの公職を兼任。農協役員、神社庁八頭郡氏子総代、智頭町会議員、八頭郡小学校PTA連合会長、地方教育委員八頭連絡協議会長等を歴任。

## 人物像
趣味は読書。宗教は黒住教。住所は鳥取県八頭郡智頭町字大呂。